# Макдафф, Дуза
Дуса (Дюса) Макдафф — английский математик, работающий в области симплектической геометрии. Она является лауреатом Премии Рут Литтл Саттер по математике, является членом Королевского общества.

## Биография
Маргарет Дуса Уоддингтон родилась в Лондоне, Англия, 18 октября 1945 года в семье эдинбургского архитектора Маргарет Джастин Бланко Уайт, второй жены биолога Конрада Хэла Уоддингтона, её отца. Её сестра — антрополог Кэролайн Хамфри, также у неё есть старший сводный брат С. Джейк Уоддингтон от первого брака её отца. Её мать была дочерью Эмбер Ривз, известной феминистки, писательницы и любовницы Г. Дж. Уэллса. Макдафф выросла в Шотландии, где её отец был профессором генетики в Эдинбургском университете. Макдафф получила образование в школе Святого Георгия для девочек в Эдинбурге, и, хотя образование там считалось хуже, чем в соответствующей школе для мальчиков, Эдинбургской академии, у Макдафф был великолепный учитель математики. Она писала:
«Я всегда хотела быть математиком (за исключением того времени, когда мне было одиннадцать, когда я хотела быть женой фермера), и предполагала, что у меня будет карьера, но я не знала, как это сделать: я не осознавала, что выбор, сделанный в отношении образования, был важен, и я не знала, что могу столкнуться с реальными трудностями и конфликтами при согласовании требований карьеры с жизнью женщины».
Отказавшись от стипендии Кембриджского университета, чтобы остаться со своим парнем в Шотландии, она поступила в Эдинбургский университет. В 1967 году она закончила обучение в университете (со степенью бакалавра наук с отличием) и поступила в Гертон-колледж в Кембридже в качестве докторанта. Здесь под руководством математика Джорджа А. Рида Макдафф работала над проблемами функционального анализа. Она решила задачу об алгебрах фон Неймана, построив бесконечно много различных факторов типа II1, и опубликовала работу в Annals of Mathematics. После получения докторской степени в 1971 году Макдафф была назначена на двухлетнюю стажировку в Кембридже при Совете научных исследований. Вскоре она уехала вслед за мужем, литературным переводчиком Дэвидом Макдаффом, в Москву, где они пробыли полгода. Её муж учился у русского поэта-символиста Иннокентия Анненского. Хотя у Макдафф не было конкретных планов, визит для неё оказался выгодным. Тут она познакомилась с Израилем Гельфандом, который дал ей более глубокое понимание математики. Позже Макдафф писала:
«[Мое сотрудничество с ним] … не планировалось. Случилось так, что его имя было единственным, которое пришло мне в голову, когда мне нужно было заполнить анкету в офисе Inotdel. Первое, что сказал мне Гельфанд, было то, что его гораздо больше интересовало то обстоятельство, что мой муж изучает русского поэта-символиста Иннокентия Анненского, чем то, что я нашла бесконечно много факторов типа II-sub-one, но затем он перешел к открытию для меня мира математики. Это было прекрасное образование, в котором чтение Пушкина, Моцарта и Сальери играло такую же важную роль, как изучение групп Ли или чтение Картана и Эйленберга. Гельфанд поразил меня, говоря о математике как о стихах. Однажды он рассказал о документе, переполненном формулами, что в нем были смутные зачатки идеи, на которую он мог только намекать и которую ему никогда не удавалось выразить более четко. Я всегда считал математику более простой: формула — это формула, а алгебра — это алгебра, но Гельфанд обнаружил, что в рядах его спектральных последовательностей прячутся ежи!»
Вернувшись в Кембридж, Макдафф начала посещать лекции по топологии Фрэнка Адамса и вскоре была приглашена преподавать в Йоркском университете. В 1975 году она рассталась со своим мужем и развелась в 1978 году. В Йоркском университете она «по сути написала вторую докторскую степень», работая с Грэмом Сигалом. В это время для неё открылась должность в Массачусетском технологическом институте (MIT), предназначенная для женщин-математиков. Её карьера математика получила дальнейшее развитие во время учёбы в Массачусетском технологическом институте, и вскоре её приняли в Институт перспективных исследований, где она вместе с Сигалом работала над теоремой о завершении Атьи — Сигала. Затем она вернулась в Англию, где стала читать лекции в Уорикском университете.
Примерно в это же время она встретила математика Джона Милнора, который тогда работал в Принстонском университете. Чтобы жить ближе к нему, она устроилась на незанятую должность доцента в Университете Стоуни-Брук. Теперь как независимый математик, она начала работать над связью между диффеоморфизмами и классифицирующим пространством слоений. С тех пор она работает над симплектической топологией. Весной 1985 года Макдафф посетила Институт высших научных исследований в Париже, чтобы изучить работу Михаэля Громова по эллиптическим методам. С 2007 года она возглавляет Хелен Литтл Киммел в колледже Барнарда. В 1984 году Макдафф вышла замуж за Джона Милнора, математика из Университета Стоуни-Брук, лауреата премии Филдса, лауреата премии Вольфа и лауреата премии Абеля.

## Работа
В течение последних 30 лет Макдафф внесла вклад в развитие области симплектической геометрии и топологии. Она дала первый пример симплектических форм на замкнутом многообразии, которые когомологичны, но не диффеоморфны, а также классифицировала рациональные и линейчатые симплектические четырёхмерные многообразия, дополненные Франсуа Лалондом. Совсем недавно, частично в сотрудничестве со Сьюзен Толман, она занималась изучением приложения методов симплектической топологии к теории гамильтоновых действий тора. Она также работала над встраиваемыми способностями 4-мерных симплектических эллипсоидов с Феликсом Шленком, что породило некоторые очень интересные теоретико-числовые вопросы. Это также указывает на связь между комбинаторикой J-голоморфных кривых в раздутии проективной плоскости и числами, которые появляются как индексы во вложенных контактных гомологиях. Вместе с Катрин Вехрхейм она бросила вызов фундаментальной строгости классического доказательства симплектической геометрии. Вместе с Дитмаром Саламоном она стала соавтором двух учебников «Введение в симплектическую топологию» и J-голоморфных кривых и симплектической топологии.

## Признание
Макдафф была первой, кто был удостоен премии Саттера в 1991 году за свои работы по симплектической геометрии, является членом Королевского общества (1994 г.), лектором Нётер (1998 г.) и членом Национальной академии наук США (1999 г.) и Американского философского общества (2013 г.). В 2008 году она избрана членом-корреспондентом Эдинбургского королевского общества. Она была пленарным лектором на Международном конгрессе математиков (ICM) 1998 г. и приглашенным докладчиком на ICM 1990 г.. В 2012 году она стала членом Американского математического общества. В 1999 году она стала первой женщиной-преподавателем Харди, награжденной Лондонским математическим обществом. Она также является членом Academia Europaea и входит в группу стипендиатов 2019 года Ассоциации женщин по математике. В 2010 году она была удостоена Старшей премии Бервика Лондонского математического общества.
В 2017 году она получила совместно с Дитмаром Саламоном премию AMS Leroy P. Steele за математическую экспозицию. В 2018 году она получила медаль Сильвестра Королевского общества.
Советник Американского философского общества на 2020–2023 гг.